# Cladomyza angustifolia
Cladomyza angustifolia är en tvåhjärtbladig växtart som beskrevs av Hans Ulrich Stauffer. Cladomyza angustifolia ingår i släktet Cladomyza och familjen Amphorogynaceae. Inga underarter finns listade i Catalogue of Life.